# Francesco Capuano di Manfredonia
Francesco Capuano di Manfredonia (Manfredonia, ... – ...; fl. XV secolo) è stato un astronomo vissuto nel XV secolo.

## Biografia
Si conoscono poche informazioni sulla sua vita. Insegnò astronomia presso l’Università di Padova ove propugnò con convinzione le teorie aristoteliche e tolemaiche interessandosi anche all’astrologia. Lasciata l’Università di Padova entrò, con il nome di Giovanni Battista (Johannes Baptista), nell’Ordine dei canonici regolari lateranensi di S. Agostino ove introdusse l’insegnamento dell’astronomia e della matematica. Secondo il gesuita del XVII secolo Giovanni Riccioli sarebbe diventato successivamente vescovo. Si trasferì a Napoli ove morì nel collegio partenopeo di San Pietro all’Ara in data sconosciuta.
Commentò il trattato Theorica nova planetarum di Georg Purbach ove nel frontespizio dell’edizione pubblicata nel 1515 viene ricordato come medico e lettore nello Studio di Padova (Theorica Nova Planetarum Georgij Purbachij astronomi celebratissimi , ac in eas eximium Artium et Medicine Doctoris Domini Francisci Capuani de Manfredonia: in Studio Patavino Astronomiam publice legentis, sublimis expositio et luclentissimum scriptum. Parisijs, apud Ioannem Petitum 1515) ed il trattato Sphera Mundi cum tribus commentis nuper editis Cicchi Esculani, Francisci Capuani de Manfredonia, Iacobi Fabri Stapulensis dell’astronomo inglese del XIII secolo Giovanni di Sacrobosco in cui oltre al commento di Francesco Capuano vi sono anche quelli di Cecco d’Ascoli e del francese Jacques Le Fèvre d’Etaples.
Entrambi i trattati e i relativi commenti erano ritenuti all’epoca di grande importanza in campo astronomico. 
A Francesco Capuano di Manfredonia la UAI ha intitolato il cratere lunare Capuanus.